# The Chords (группа, США)
The Chords — американская мужская вокальная группа 1950-х годов. Была основана в Бронксе в 1951 году. В 1954 году с песней «Sh-Boom» к группе пришла слава в США, но развить успех группе не удалось — дальнейшие выпускавшиеся ими песни даже близкой к этому большому хиту популярности не добились.
Работала в стиле ду-воп/R&B.

## История
Группа The Chords в составе Карла и Клода Фистеров, Джитмми Киза, Бадди Макрея и Рики Эдвардса была основана в 1951 году в Бронксе. Три года группа оставалась абсолютно неизвестной. Однажды в 1954 году они выступали на станции метро, и их кто-то заметил[уточнить], итогом стал контракт с лейблом Atlantic Records.
Для их первого сингла Джерри Векслер (глава подразделения артистов и репертуара на лейбле Atlantic Records) дал им перепеть хит певицы Пэтти Пейдж «Cross Over the Bridge» (который в 1954 году также перепела группа Flamingos на лейбле Chance Records). На стороне «Б» этого сингла группа исполнила новую песню под названием «Sh-Boom». В итоге сторона «Б» стала значительно более популярной, чем «А», и принесла группе славу.
По мнению музыкального сайта AllMusic, именно песня «Sh-Boom» вместе c хитом группы The Crows 1953 года «Gee» впервые познакомила белую аудиторию с чёрным R&B.
The Chords тогда часто выступали на телевидении, хотя на тот момент телевидение в США ещё не охватывало большой аудитории.
Потом группе пришлось поменять название на The Chordcats, поскольку, как оказалось, название «The Chords» уже было занято одной малоизвестной группой.
Atlantic Records затем перевело группу The Chordcats на подлейбл Cat Records. На нём группа выпустила множество синглов, но в чарты они в основном не попадали.
В середине 1955 года группа предприняла ещё одну серьёзную попытку вернуть былую славу — они переименовались в Sh-Booms (по имени своей по прежнему единственной известной песни).
Во второй половине 1950-х годов состав группы претерпевал много изменений. В 1957 году они выпустили несколько ничем не примечательных синглов на лейбле Vik Records.
В 1960 году группа опять вернулась на Atlantic Records, но выпустила на нём только одну запись и распалась.

## Оригинальный состав
- Карл Фистер (англ. Carl Feaster) — лид-вокал
- Клод Фистер (англ. Claude Feaster) — баритон
- Джиими Киз (англ. Jimmy Keyes) — первый тенор
- Бадди Макрей (англ. Floyd "Buddy" McRae) — второй тенор
- Рики Эдвардс (англ. Ricky Edwards) — бас[1]